# Music Man
Music Man — американська корпорація, що виробляє електричні гітари та бас-гітари. Компанія була заснована в 1971 році Форестом Вайтом і Томом Вокером у співпраці з Лео Фендером, з яким Том Вокер працював з 1954 року. Лео Фендер не став офіційним партнером через угоду з CBS Broadcasting System, яка придбала у нього «Музичні інструменти Fender» у 1965 році. Угода мала діяти на основі антиконкуренції. Згідно з умовами цього контракту Лео Фендер не міг створити нову компанію з виробництва гітар або співпрацювати з іншою компанією в цьому напрямку. Music Man є частиною групи Ernie Ball / Music Man з 7 березня 1984 року. Компанія виробляє, серед іншого шести- та семиструнні гітари, підписані гітаристом Джоном Петруччі.
Серед користувачів електрогітар Music Man — Джо Бонамасса, Стів Лукатер Джон Петруччі, Стів Морс, Кіт Річардс, Рон Вуд, Едді Ван Хален, Ренді Оуен, Джефф Кук і Джон Фогерті . Бас-гітарами виробництва Music Man користувались: Нік Беггс, Саймон Галлап, Майк Еррера, Марк Хоппус, Джонні Кріст, Джон Дікон, Флі, Тоні Левін, [./Https://en.wikipedia.org/wiki/Bob_Birch Боб Берч],  Кліфф Вільямс (AC/DC), Луїс Джонсон,  Пол Спенсер Денмен (Sade) та багато інших.

## Виноски
1. ↑  Music Man: Artists (англ.). Архів оригіналу за 28 червня 2021. Процитовано 13 липня 2021.